# Mario Tosoni
Mario Miguel Tosoni, manchmal auch Mario Tossoni, (* 13. März 1918 in Buenos Aires; † unbekannt) war ein argentinischer Fußballspieler. Der Stürmer absolvierte drei Länderspiele für sein Heimatland.

## Karriere

### Verein
Mario Tosoni begann 1938 bei den Boca Juniors seine Profikarriere, konnte sich aber beim Klub aus der Hauptstadt nicht durchsetzen und wechselte 1940 zum CA Tigre. Dort wurde der Stürmer Stammspieler und reifte zum Nationalspieler. 1943 ging Tosoni zum CSD Colo-Colo nach Chile, kehrte jedoch noch im selben Jahr nach Argentinien zurück. Er spielte dann für den Racing Club de Avellaneda und beendete seine Karriere beim CA Banfield.

### Nationalmannschaft
Mario Tosoni absolvierte drei Länderspiele für Argentinien beim Campeonato Sudamericano 1942. Sein Debüt gab der Stürmer beim 4:3-Erfolg gegen Paraguay und stand zudem beim 2:1-Erfolg gegen Brasilien in der Anfangself. Im Spiel gegen Peru, das Argentinien mit 3:1 gewinnen konnte, wurde er in der 75. Spielminute eingewechselt. Tosoni wurde nach fünf Siegen und einer Niederlage hinter Uruguay Vizesüdamerikameister.